# (8446) Tazieff
(8446) Tazieff – planetoida z pasa głównego asteroid okrążająca Słońce w ciągu 3 lat i 287, w średniej odległości 2,43 au. Została odkryta 28 września 1973 roku. Przed nadaniem nazwy planetoida nosiła oznaczenie tymczasowe (8446) 1973 SB6.